# Джилъу (замък)
Вижте пояснителната страница за други значения на Джилъу.
Замъкът Джилъу (на румънски: Castelul de la Gilău) е замък край румънското село Джилъу, датиращ от 12-13 век, седалище на трансилванската принцеса Изабела Ягело Заполя през 16 век. Близо до замъка се намира римски каструм.